# Торнтон, Джо
Джозеф Эрик (Джо) Торнтон (англ. Joseph Eric "Joe" Thornton; род. 2 июля 1979 года, Лондон, Онтарио, Канада) — канадский хоккеист. Олимпийский чемпион 2010 года в составе национальной сборной Канады. Один из 14 хоккеистов в истории НХЛ, сделавших более 1000 голевых передач. Занимает шестое место в истории НХЛ по количеству сыгранных матчей в регулярных сезонах (1714) и 14-е место по набранным очкам (1539). Член «Зала хоккейной славы» с 2025 года. 
Был задрафтован под первым номером и отыграл семь сезонов за «Бостон Брюинз», затем был обменян в «Сан-Хосе Шаркс», где провёл 15 сезонов. Сезон 2020/21 отыграл «Торонто Мейпл Лифс», после чего перешёл в клуб «Флорида Пантерз». Видение площадки, талант распасовщика и силовая манера игры позволили ему стать одним из ведущих центральных нападающих НХЛ. Торнтон — обладатель «Харт Трофи» и «Арт Росс Трофи» 2006 года.

## Биография
В детстве Джо Торнтон жил в пригороде Сент-Томас (Онтарио), известном как Линхёрст. Посещал среднюю школу Сауфволд недалеко от Сент-Томаса, а позже учился в институте Элгин в Сент-Томасе.
Играл за «Сент-Томас Тревелерс» (OMHA), а после за «Элгин-Мидлсекс Чифс» (MHAO). Через год, в 15 лет, Торнтон перешёл в клуб «Сент-Томас Старс» (OHA).

### «Бостон Брюинз» (1997—2005)
Торнтон успешно выступал в OHL за клуб Sault Ste. Marie Greyhounds. За два сезона в 125 играх забросил 71 шайбу и отдал 127 голевых передач, набрав 198 очков. На драфте 1997-го года был выбран в первом раунде под первым номером клубом «Бостон Брюинз». В дебютном сезоне в НХЛ Торнтон набрал 7 очков за 55 матчей, а в 6 играх в плей-офф и вовсе не отличился.
В сезоне 1998/99 набрал 41 очко (16 шайб + 25 передач) за 81 игру. В плей-офф набрал в 11 матчах 9 очков (3+6).
В течение следующих трёх лет Торнтон начал раскрываться, в среднем набирая по 60-70 очков, даже не отыгрывая всех игр за сезон. В сезоне 2002/03 был назначен капитаном «Бостона» и впервые в карьере набрал свыше ста очков (36+65), третье место среди бомбардиров лиги). Также в одном звене с Торнтоном выступал Глен Мюррей, который во многом помог Торнтону так отыграть сезон. На счету Мюррея 44 шайбы (5-й показатель) и 92 очка (7-й показатель) за тот сезон. Но в плей-офф клуб в первом же раунде проиграл «Нью-Джерси Девилз» в пяти встречах. Торнтон набрал 3 очка (1+2).
В следующем сезоне Торнтон набрал 73 очка (23+50) в 77 матчах. «Бостон» был на второй строчке в Восточной конференции, но опять выбыл в первом раунде, проиграв «Монреаль Канадиенс» в семи играх. Торнтон очков не набрал.
После того как в 2005 году Торнтон заявил, что недоволен своим контрактом с «Бостоном», в «Брюинз» поступило много предложений от разных клубов НХЛ. Тем не менее, 11 августа 2005 года Торнтон продлил контракт с клубом сроком на 3 года на сумму $ 19,8 млн. Но 30 ноября 2005 года Торнтон был обменян в «Сан-Хосе Шаркс» на нападающих Марко Штурма, Уэйна Примо и защитника Брэда Стюарта. Торнтон был лидером «Бостона» и многие[кто?] считали, что генеральный менеджер Майк О'Коннелл отдает одного из тех немногих игроков, чья игра действительно завораживала. 10 января 2006 года Торнтон вернулся в Бостон уже будучи игроком «Акул», но уже на шестой минуте первого периода был удалён до конца игры за грубый силовой приём против защитника Брюинз Хэла Гилла. Позже удаление было признано НХЛ необоснованным.

### Локаут 2004—2005
Во время локаута 2004/05 в НХЛ Торнтон играл за ХК «Давос» вместе с молодой канадской звездой Риком Нэшем и выиграл чемпионат Швейцарии.

### «Сан-Хосе» (2005—2020)

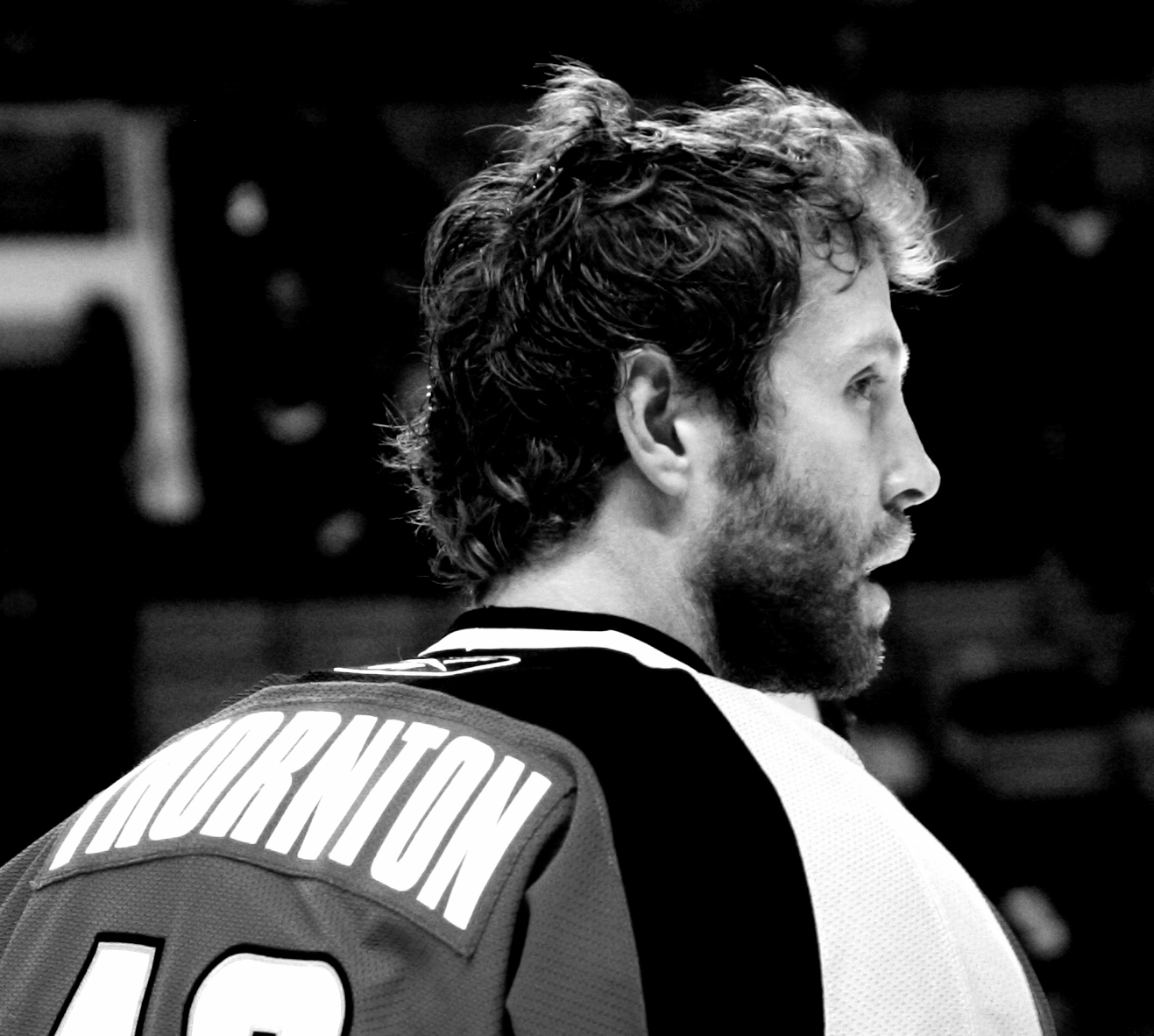
Джо Торнтон в феврале 2007 года

Обмен Торнтона в «Сан-Хосе» очень усилил «Акул». Торнтон набрал 14 очков в первых 6 играх и быстро сыгрался с крайним форвардом Джонатаном Чичу, часто отдавая ему голевые передачи. Играя в одном звене с Торнтоном в центре нападения, Чичу забил 56 голов и выиграл «Морис Ришар Трофи». Сам Торнтон стал лучшим в НХЛ по количеству голевых передач (96) и, набрав больше всех очков (125), получил приз «Арт Росс Трофи». Впервые этот приз выиграл игрок в тот же сезон, в который был обменян. Но в играх плей-офф Торнтон выглядел так же как и в предыдущих послесезонных баталиях, в которых он участвовал. Он никогда не мог проявить те же бомбардирские способности, какие он демонстрировал в регулярном чемпионате. Так же произошёл удивительный разлад в игре связки Торнтон-Чичу. Торнтон отдал 5 голевых передач в 5 играх четвертьфинала против «Нэшвилла» и набрал 2+3 по системе гол+пас в полуфинальной серии против «Эдмонтона», в которой «Акулы» уступили в 6 играх.

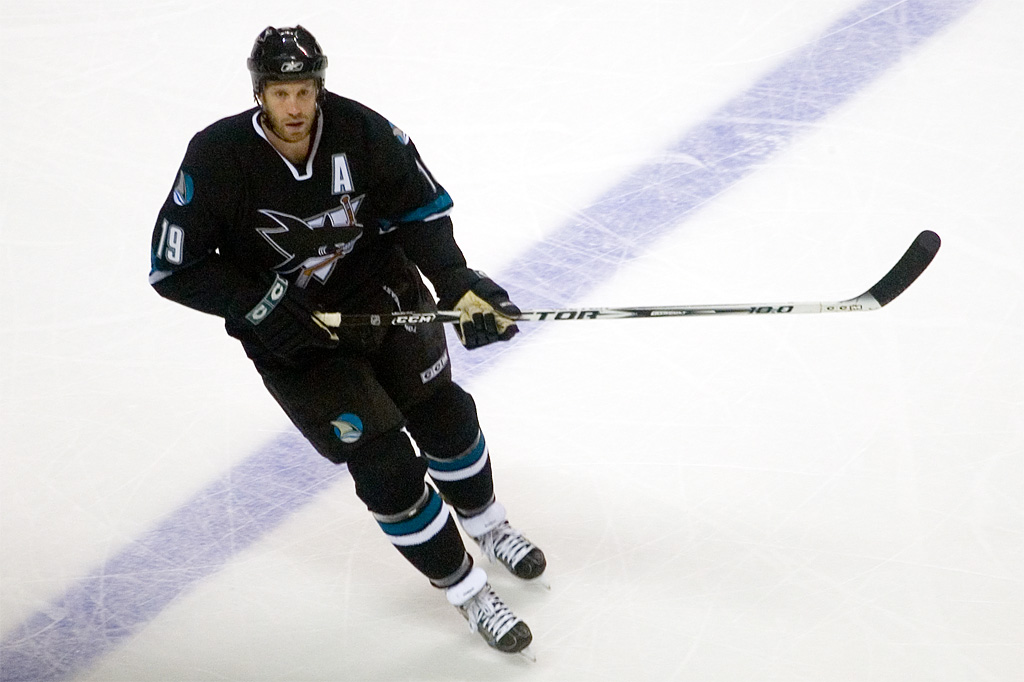
Торнтон в матче против «Детройта» в 2006 году

Сезон 2006/07 Торнтон начал не так как предыдущий, забив свою первую шайбу в сезоне лишь в 12-й игре. Позже выяснилось, что он играл первую половину сезона с поврежденным большим пальцем ноги и окончательно восстановился только в январе.
После выздоровления Торнтон продолжил набирать очки с той же интенсивностью, что и в сезоне 2005/06. И несмотря на то, что к Рождественскому перерыву он находился на 19 месте в списке бомбардиров, Торнтон набрал такое количество очков в оставшихся играх, которое позволило ему вплоть до окончания сезона бороться за лидерство по очкам с суперзвездой из «Питтсбург Пингвинз» Сидни Кросби и в результате финишировать 2-м с 114 очками, отстав всего на 6 очков от Кросби. Феноменальный талант распасовщика позволил Торнтону стать третьим хоккеистом в истории НХЛ (после Уэйна Гретцки и Марио Лемьё), которому удалось отдать более 90 передач два сезона подряд.
После 6 результативных передач в первом раунде плей-офф против «Нэшвилла» казалось,[кому?] Торнтон наконец стал показывать тот хоккей, который от него все[кто?] ждали в играх на выбывание. Он забросил одну шайбу и сделал три передачи и во втором раунде против «Детройта». Но в следующих матчах серии Торнтон и компания были полностью нейтрализованы суперзвездой «Красных крыльев» Никласом Лидстрёмом и его партнёрами. И «Акулы» второй год подряд закончили борьбу за Кубок Стэнли во втором раунде.
В межсезонье Торнтон подписал с «Сан-Хосе» трёхлетний контракт на сумму $ 21,6 млн.
В сезоне 2007/08 забросил 29 шайб и набрал 96 очков. Он был на пятом месте в списке лучших бомбардиров и являлся лучшим ассистентом лиги (67 голевых передач).
В плей-офф «Акулы» третий год подряд проиграли во втором раунде. В полуфинале конференции в шести матчах Сан-Хосе уступили «Далласу». Торнтон за 13 матчей набрал 10 очков, забросив 2 шайбы и отдав 8 голевых передач.
Сезон 2008/09 для «Сан-Хосе» был не однозначен — с одной стороны «Акулы» взяли Президентский кубок, с другой стороны в плей-офф команда уступила в первом же раунде «Анахайм Дакс» (2-4). В этой серии Торнтон набрал пять очков (1+4). В регулярном сезоне Торнтон набрал 86 очков, забросив 25 шайб и 61 раз ассистируя партнёрам, и стал 11-м в списке бомбардиров. Также он был назначен капитаном сборной Запада на матче всех звёзд в Монреале.
В сентябре, перед началом сезона 2009/10 «Акулы» приобрели нападающего Дэни Хитли, обменяв его из «Оттавы Сенаторз». «Сенаторы» взамен получили Джонатана Чичу, Милана Михалека и выбор во втором раунде драфта. Звено Хитли — Торнтон — Марло попало в олимпийскую сборную Канады. Канадцы выиграли олимпийское золото. После этого болельщики прозвали звено Торнтона «Звеном сборной Канады». Помимо этого в олимпийской сборной был ещё и защитник «Акул» Дэн Бойл. Сезон 2009/10 прошёл для «Сан-Хосе» довольно успешно. Команда была лучшей на западе в регулярке, в плей-офф «Акулы» прошли до финала конференции, обыграв «Колорадо» и «Детройт», но в итоге в четырёх матчах проиграли «Чикаго Блэкхокс». Сам Торнтон в играх на вылет набрал 12 очков (3+9) за 15 матчей. В регулярке Торнтон забросил 20 шайб и набрал 89 очков (8-й показатель в лиге). Его партнёры по звену также были на высоте — Патрик Марло набрал 83 очка, впервые в карьере забросив более 40 шайб, на его счету 44 точных броска (4-й показатель в лиге), Дэни Хитли набрал 82 очка, забросив 39 шайб (8-й показатель в лиге).
Начало сезона 2010/11 складывалось хорошо. 7 октября Торнтон стал капитаном «Акул», заменив ушедшего из большого спорта Роба Блейка, а 16 октября заключил трёхлетний контракт на сумму в $ 21 млн. 28 октября в игре против «Нью-Джерси Девилз» Джо оформил свой четвёртый за карьеру в НХЛ хет-трик, в тот вечер «Акулы» победили «Дьяволов» 5:2. В ноябре Торнтон был отстранён на две игры за силовой прием против нападающего «Сент-Луис Блюз» Давида Перрона. В итоге Перрон пропустил в общей сложности 97 игр и вернулся на лед только 3 декабря 2011 года.
8 апреля в игре против «Финикс Койотис», забив гол, Торнтон набрал тысячное очко в НХЛ, сыграв 994 матча. Сезон 2010/11 был не таким результативным для Джо, как предыдущие — в 80-и играх он набрал 70 очков (21+49). А вот в плей-офф, где «Шаркс» в третий раз за 7 сезонов вышли в финал конференции, но проиграли в пяти матчах «Ванкуверу», капитан «Акул» достиг нового максимума, набрав 17 очков (3+14) за 18 игр.

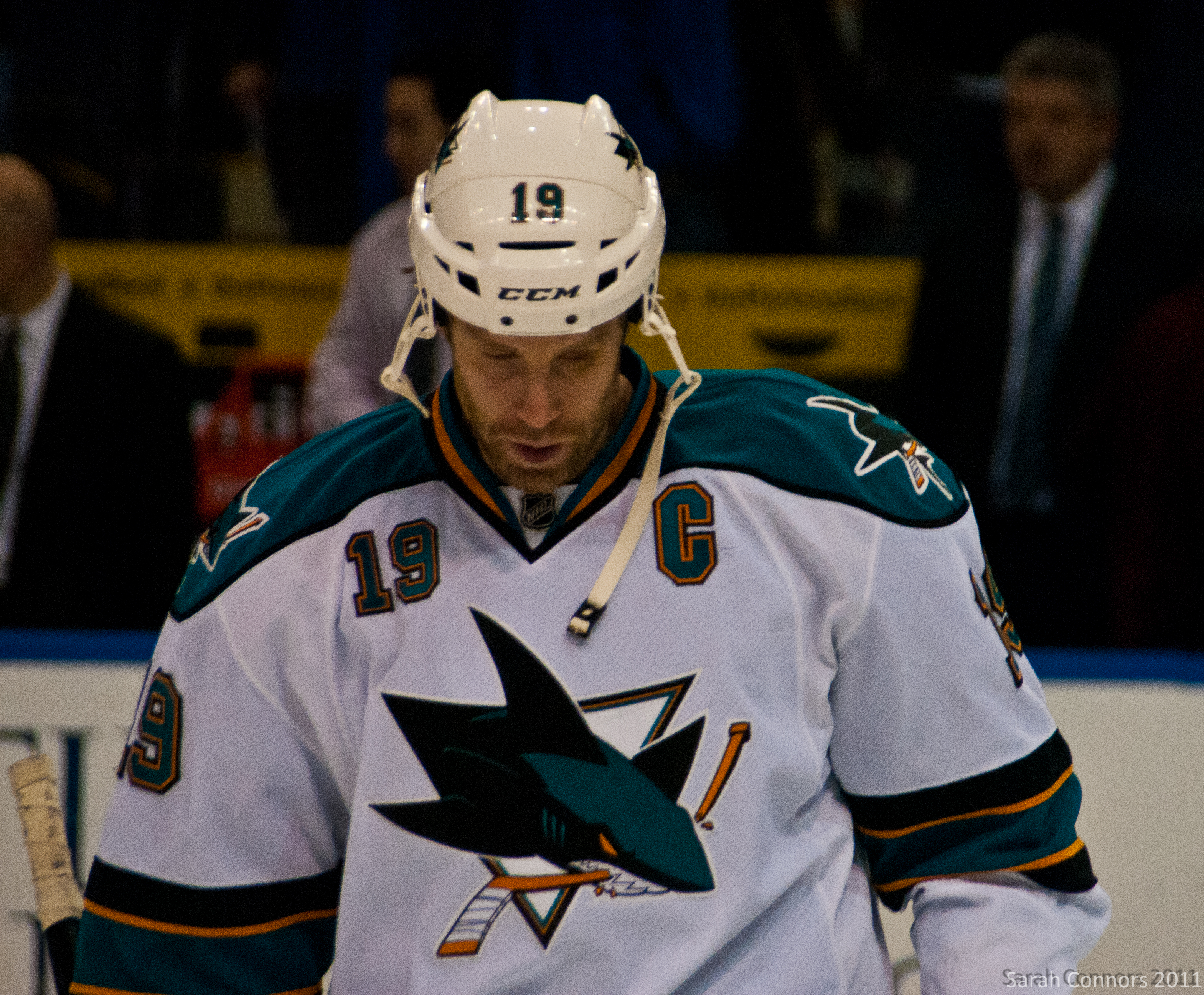
Торнтон в составе «Сан-Хосе Шаркс» в декабре 2011 года

В январе 2014 года продлил контракт с «Сан-Хосе» на 3 года с окладом $ 6,75 млн в год. В составе «Акул» впервые дошёл до финала Кубка Стэнли в 2016 году, в котором «Шаркс» уступили 2-4 в серии «Питтсбург Пингвинз».
1 июля 2017 года продлил контракт с «Сан-Хосе» ещё на 1 год с окладом $ 8 млн. В сезоне 2017/18 сыграл 47 матчей и получил травму колена, выбыв до конца сезона и пропустив плей-офф.
Летом 2018 года продлил контракт с «Акулами» ещё на год на $ 5 млн. Игровое время Джо сократилось в среднем почти на 3 минуты, большую часть сезона 2018/19 Торнтон центрил 3-е звено. 18 февраля в матче с «Бостон Брюинз» (5:6ОТ) сделал свой 5-й хет-трик в карьере в НХЛ.
6 сентября 2019 года, перед началом сезона 2019/20, продлил контракт с «Сан-Хосе» ещё на год на $ 2 млн. 12 декабря 2019 года провёл 1600-ю игру в регулярных чемпионатах НХЛ.
4 февраля в матче против «Калгари Флэймз» набрал 1500-е очко (2 передачи) в регулярных чемпионатах НХЛ. Джо стал 14-м игроком в истории лиги, преодолевшим этот рубеж.

### «Торонто Мейпл Лифс» (2020—2021)
16 октября 2020 года подписал годичный контракт на сумму $ 700 тыс. c «Торонто Мейпл Лифс».
Поскольку сезон НХЛ 2020/21 был отложен из-за пандемии COVID-19, Торнтон подписал контракт с «Давосом» из Швейцарской Национальной лиги 15 октября 2020 года, за который выступал в сезонах 2004/05 и 2012/13. За «Давос» провёл 12 встреч, отметившись 11 (5+6) результативными баллами.
16 января 2021 года Торнтон забил свой первый гол за клуб из Онтарио. 22 января 2021 года получил перелом ребра после удара форварда «Эдмонтон Ойлерз» Джоша Арчибальда. Вернулся в состав 27 февраля, а по окончании сезона набрал 20 очков в 44 играх.

### «Флорида Пантерз» (2021—2022)
13 августа 2021 года, перед началом сезона 2021/22, подписал однолетний контракт с «Флоридой Пантерз» на сумму $ 750 тыс. 6 января 2022 года Торнтон провёл 1700-ю игру в регулярных чемпионатах НХЛ, ранее этой отметки достигали только пять человек. По ходу сезона Джо вышел на 12-е место в списке бомбардиров НХЛ всех времён, обойдя Пола Коффи и Марка Рекки.
29 октября 2023 года объявил о завершении игровой карьеры, проведя  в НХЛ 24 сезона.

## События вне хоккея
Двоюродный брат хоккеиста Скотта Торнтона (род. 1971), который провёл 941 матч в регулярных сезонах НХЛ в 1990—2008 годах. В сезоне 2005/06 братья вместе выступали за «Шаркс».
Летом 2004 года Торнтон полез в драку на двух офицеров полиции, пытаясь помочь своему брату Джону Торнтону, и получил два обвинения: нападение на полицейского и сопротивление властям.
Государственный обвинитель Кевин Гоуди анонсировал на слушании дела в суде, что против капитана «Брюинз» не будет заведено уголовного дела в обмен на извинения Торнтона перед потерпевшей стороной и начала «условного периода общественных работ».
В июле 2009 стал гражданином США.
Женат на Табее Пфендсак (Tabea Pfendsack), с которой познакомился, когда играл в Швейцарии. 14 июля 2010 года родилась дочь Эйла (англ. Ayla Thornton). 6 июня 2013 родился сын Ривер.
В 2019 году получил швейцарское гражданство.

## Награды

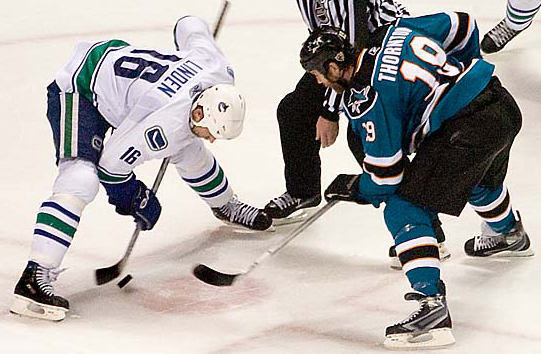
Джо Торнтон на вбрасывании против Тревора Линдена

- 1996 — включён в символическую пятёрку лучших новичков OHL (Хоккейная Лига Онтарио)
- 1996 — обладатель «Эммс Фэмили Эворд»
- 1996 — Лучший новичок года CHL
- 1997 — включён во вторую символическую пятёрку лучших игроков OHL
- 1997 — Самый перспективный игрок CHL
- 2002 — участвовал в матче всех звёзд НХЛ
- 2003 — включён во вторую сборную всех звёзд НХЛ
- 2003 — участвовал в Матче всех звёзд НХЛ
- 2004 — обладатель Кубка мира
- 2004 — выиграл Кубок Шпенглера
- 2005 — выиграл Чемпионат Швейцарии
- 2005 — серебряный призёр чемпионата мира
- 2006 — выиграл «Арт Росс Трофи»
- 2006 — выиграл «Харт Мемориал Трофи»
- 2006 — включён в первую сборную всех звёзд НХЛ
- 2007 — участвовал в Матче всех звёзд НХЛ
- 2008 — участвовал в Матче всех звёзд НХЛ
- 2009 — участвовал в Матче всех звёзд НХЛ
- 2010 — Олимпийский чемпион
- 2016 — обладатель Кубка мира

## Статистика
| Легенда | Легенда                    | Легенда | Легенда                   | Легенда | Легенда    |
| ------- | -------------------------- | ------- | ------------------------- | ------- | ---------- |
| И       | Количество проведённых игр | Штр     | Штрафное время            | +/−     | Плюс-минус |
| Г       | Голы                       | П       | Голевые передачи          | О       | Очки       |
| -       | Статистика неизвестна      | —       | Статистика не учитывалась |         |            |